# Sirá
Sirá település Csehországban, Rokycanyi járásban. Sirá Mýto, Lhota pod Radčem, Plískov, Zbiroh, Těškov és Cekov településekkel határos. Lakosainak száma 164 fő (2024. január 1.).

## Népesség
A település lakosságának változását az alábbi diagram mutatja:
| Lakosok száma | 264  | 207  | 221  | 175  | 121  | 120  | 136  | 132  | 149  | 164  |
|               | 1869 | 1900 | 1921 | 1961 | 1980 | 2011 | 2016 | 2019 | 2021 | 2024 |